# Елісія Маршалл
Елісія Маршалл (англ. Elicia Marshall, 3 вересня 1979) — американська плавчиня.
Учасниця Олімпійських Ігор 2000 року.
Призерка Чемпіонату світу з водних видів спорту 1998 року.